# Праведнов, Виктор Фёдорович
Виктор Фёдорович Праведнов — советский государственный и политический деятель, председатель Ульяновского областного промышленного исполнительного комитета.

## Биография
Родился в 28 января 1918 года в Кондаковке Ставропольского уезда Самарской губернии (с 1956 г. — Мелекесский район, село затоплено в 1957 г. Куйбышевским водохранилищем). Член ВКП(б)-КПСС.
После окончания неполной средней школы г. Мелекесса в 1933 году поступил в Ульяновский механический техникум при заводе имени Володарского (ныне Ульяновский электромеханический колледж), который закончил в 1937 году.
С 1937 года — на общественной и политической работе. В 1937—1985 гг. — механик, начальник смены завода № 63 Нижнего Тагила. За тем вернулся в Ульяновск: мастер, начальник участка, смены, заместитель начальника, начальник цеха Ульяновского машиностроительного завода им. Володарского, секретарь комитета ВКП(б) завода имени В. В. Володарского в Ульяновске, 1-й секретарь Володарского городского районного комитета ВКП(б), 1-й секретарь Сталинского районного комитета ВКП(б) Ульяновска, 2-й секретарь Ульяновского городского комитета КПСС, председатель Исполнительного комитета Ульяновского городского Совета (1957—1961), 1-й секретарь Ульяновского городского комитета КПСС (1961—1962), председатель Исполнительного комитета Ульяновского промышленного областного Совета (12.1962—12.1964), заместитель председателя Исполнительного комитета Ульяновского областного Совета, директор Ульяновского радио-лампового завода (с июня 1969 года и до ухода на пенсию в 1985 году).
Избирался депутатом Верховного Совета РСФСР 5-го и 6-го созывов.
Умер в 10.08.1999 года. Похоронен на Северном кладбище Ульяновска.

## Награды
- Государственная премия СССР (1979 год) — за освоение и производство лазерной техники (оборонной, медицинской);
- Орден Отечественной войны II степени;
- Два ордена Трудового Красного Знамени;
- Орден «Знак Почёта»;
- Медали, в том числе:
  - Юбилейная медаль «За доблестный труд (За воинскую доблесть). В ознаменование 100-летия со дня рождения Владимира Ильича Ленина».